# Iglesia de Santa María de Caravaggio (Nápoles)
La iglesia de Santa Maria di Caravaggio es una iglesia de Nápoles, ubicada en la Piazza Dante. Fue construida en 1627 gracias a las donaciones de Felice Pignella.

## Historia

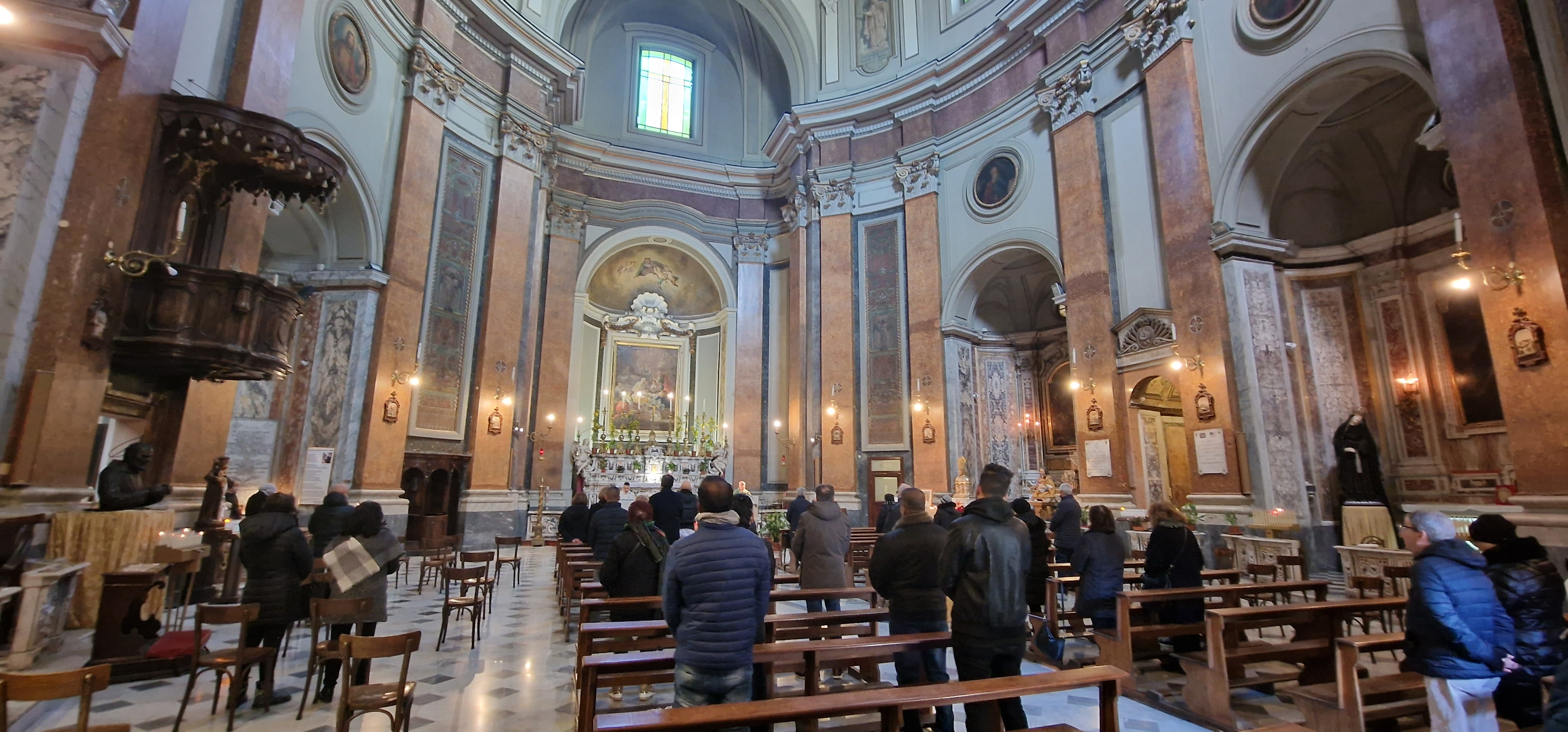
El interior centralmente planificado

Fue consagrado a la Natividad de María, y posteriormente dedicado a Santa María di Caravaggio, localidad de la provincia de Bérgamo donde, en 1432, se había producido una aparición de la Virgen.
El convento se transformó en escuela, confiada primero a los Padres Escolopi y luego a los Barnabitas, en 1873 pasó al Instituto "Príncipe de Nápoles" de Domenico Martuscelli (recordado por un busto en los jardines cercanos) para jóvenes ciegos.

## Descripción
La iglesia está compuesta por una sola nave y tiene forma elíptica. En el altar mayor hay un cuadro de Gaetano Gigante que representa el Nacimiento de María (de 1806). En las tres capillas de la derecha encontramos: pinturas de San Giuseppe realizadas por Francesco Solimena ; la Virgen de la Providencia del siglo XVIII y la Deposición de la Cruz de Domenico Antonio Vaccaro.
En cambio, en las tres capillas de la izquierda se conservan: el cuadro de Sant'Antonio Zaccaria, obra de Luigi Scorrano ; la tumba de San Francisco Javier María Bianchi ; una estatua de madera de Nuestra Señora de los Dolores; finalmente el cuadro de la Aparición de la Virgen a la campesina del pueblo de Caravaggio.